# Марк Фулвий Нобилиор (консул 189 пр.н.е.)
Вижте пояснителната страница за други личности с името Марк Фулвий Нобилиор.
Марк Фулвий Нобилиор (на латински: Marcus Fulvius Nobilior) e римски политик през началото на 2 век пр.н.е.
Фулвий е през 196 пр.н.е. едил и 193 пр.н.е. претор заедно с Гай Фламиний. Като претор и следващите две години като пропретор той води война в Испания (Близка Испания) и през 191 пр.н.е. получава малката форма на триумфалното шествие, ovatio.
През 189 пр.н.е. Марк Фулвий е избран за консул заедно с Гней Манлий Вулзон по времето на Римско-сирийската война против Антиох III Велики. Фулвий пристига с нови войски в Гърция и обсажда град Амбракия, който отваря вратите си за него. След това получава триумф. Заграбените предмети на изкуството поставя в новия храм на Херкулес Музар в Рим и в Тускулум. Поетът Ений слави Фулвий в епоса си Annales.
През 179 пр.н.е. Фулвий Нобилиор е избран за цензор. Заедно с колегата си Марк Емилий Лепид построява Базилика Емилия (наричана в началото Basilica Aemilia et Fulvia).
Синовете му Марк и Квинт стават също консули.